# Praha-Radotín (nádraží)
Praha-Radotín je železniční stanice ve stejnojmenné části Prahy Praha-Radotín na adrese Vrážská 43/5. Leží na železniční trati Praha–Plzeň. Na východním zhlaví ústí do stanice trať od Branického mostu. Krajní koleje na východním zhlaví jsou na Branický most a prostřední na Smíchov. Staví zde pouze osobní vlaky. Některé posilové vlaky v pracovní dny zde končí. Stanicí prochází linka Pražského systému Esko – linka S7. Je to poslední stanice v Praze na trati do Berouna. V roce 2019 stanici k nástupu či výstupu využilo přes 2,2 milionu cestujících, čímž byla pátou nejvytíženější železniční stanicí v Praze.
Na nádraží ústí vlečka cementárny firmy Heidelberg Materials a firem v průmyslovém areálu na severovýchodním okraji Radotína, proto je zde také velký obrat nákladních vlaků.

## Historie
Nádraží vzniklo v roce 1862, při stavbě České západní dráhy ve volné krajině poblíž tehdy malé obce Radotín. Nádraží bylo koncipováno jako osobní s budoucím využitím rovněž pro nákladní dopravu. Díky výhodné poloze v řídce zastavěné oblasti vznikla během následujících desetiletí až do období 1. republiky v okolí nádraží řada podniků a továren. Ty dnes obvykle již buď neexistují (cukrovar který za 1. republiky nahradily bytové domy a park, cementárna, na jejímž místě stojí sídliště, výrobna mramoru Marmorea, která ustoupila bytové výstavbě koncem 90. let 20. století) či byly adaptovány pro jiné účely (Vindyšova továrna na sportovní náčiní, dnes prodejna kol a lyží a restaurace, výroba vzduchotechniky Janka, dnes supermarket Billa a sídlo několika menších firem). Průmyslová výroba byla naopak zachována v ke kolejišti těsně přiléhající továrně Ferrovia, která původně vyráběla úzkorozchodné vlaky a dnes je sídlem společnosti Kovoklima Gürtler. Do všech zmíněných průmyslových podniků v minulosti vedly z nádraží vlečky, z nichž se do současnosti zachovala pouze část vlečky vedoucí do areálu firmy Ferrovia, ve 21. století však již není využívaná. 
Samotná nádražní budova byla několikrát mírně přestavěna, například v roce 1897. Roku 1923 přibyla čekárna III. třídy, později přestavěná na dnešní nádražní restauraci, Počátkem 40. let bylo zvažováno vybudování nové, rozsáhlé funkcionalistické odbavovací budovy dle projektu architekta Josefa Dandy. Tato budova však nakonec nevznikla, v roce 1947 byla pouze přistavěna jednopatrová přístavba se zázemím a dopravní kanceláří k historické části.  
Vlivem stavebního rozvoje Radotína se budova nádraží už v 1. polovině 20. století stala v podstatě součástí širšího centra města. Již před první světovou válkou se před nádražím začaly objevovat budovy městského typu, počátkem 20. let byl navíc zrušen navazující cukrovar a postupně nahrazen parkem a zástavbou rodinných a bytových domů.
Po integraci železnice do městské hromadné dopravy na počátku 90. let 20. století začala výrazně stoupat vytíženost nádraží. Předmětem kritiky ze strany veřejnosti i místní samosprávy byl špatný stav nástupišť a především absence bezbariérového přístupu. Po dlouhých jednáních byla v roce 2019 započata rozsáhlá rekonstrukce dokončená v roce 2023, jejíž součástí byla kompletní optimalizace trati ze Smíchova do Radotína.
Po jejím dokončení nádraží v Radotíně disponuje třemi bezbariérovými nástupišti, dvěma bezbariérovými podchody, zrekonstruovanou výpravní budovou, moderním informačním systémem a novou odbavovací halou s pokladnami, toaletami a dvěma nebytovými prostory. V rámci rekonstrukce byla nástupiště posunuta jihozápadním směrem. Původní historická nádražní budova přestala být po rekonstrukci pro potřeby železniční dopravy využívána. V současnosti (2024) je v plánu její rekonstrukce a následné využití úřadem městské části Praha 16 jako sídlo městské policie. 

## Služby

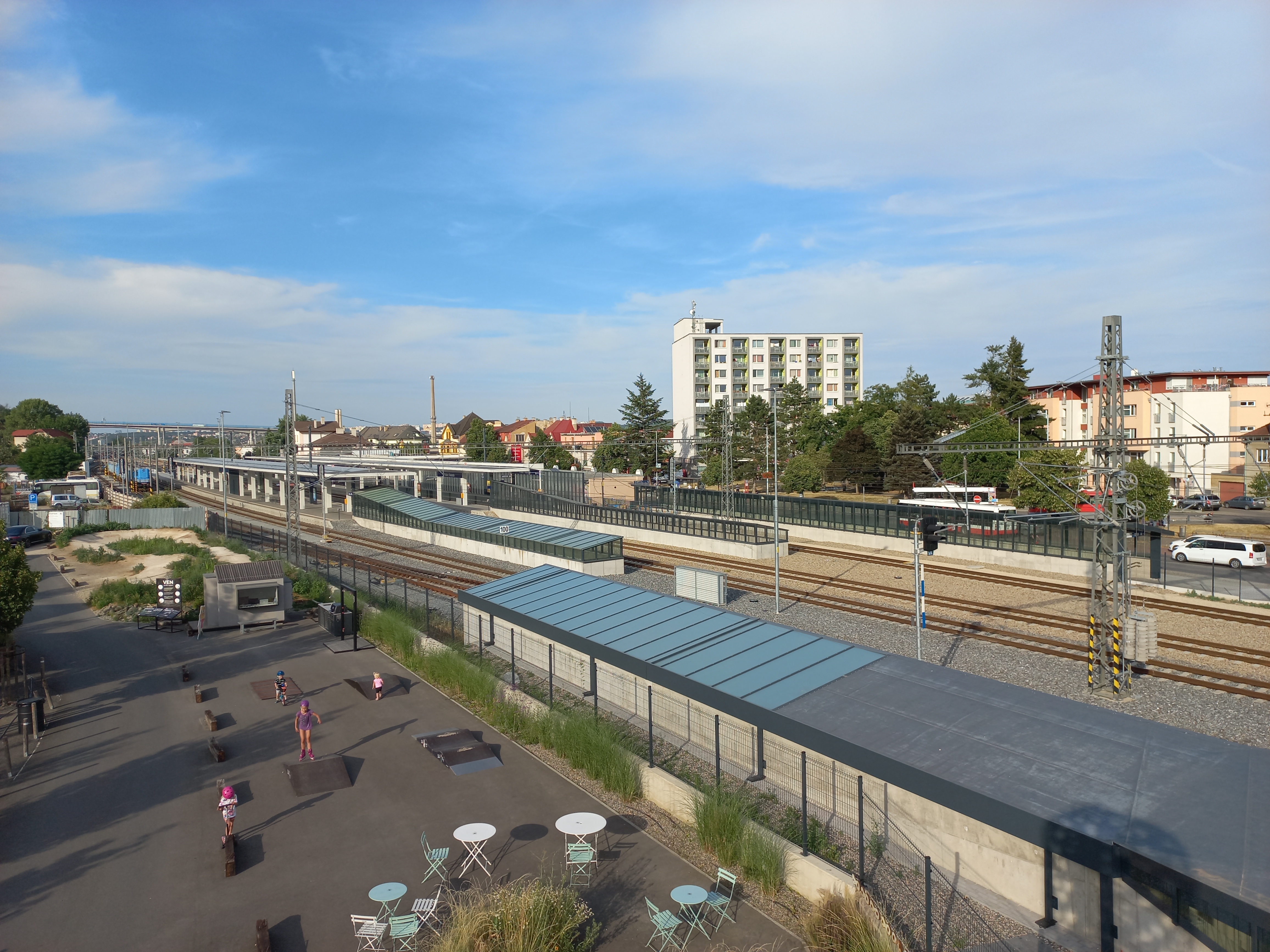
Nádraží Praha-Radotín z vyhlídkové věže v areálu Vindišovy továrny

V bezbariérové odbavovací hale se nachází pokladna, čekárna a toalety. V navazujícím nebytovém prostoru je umístěna kavárna s posezením a malou letní terasou.  
V minulosti byla ve staré nádražní budově provozována tradiční nádražní restaurace, která ukončila činnost během rekonstrukce nádraží v letech 2019-2023. Před přestavbou na nádraží rovněž fungovala trafika, prodejna pečiva a stánek se zmrzlinou. 

## Kolejiště

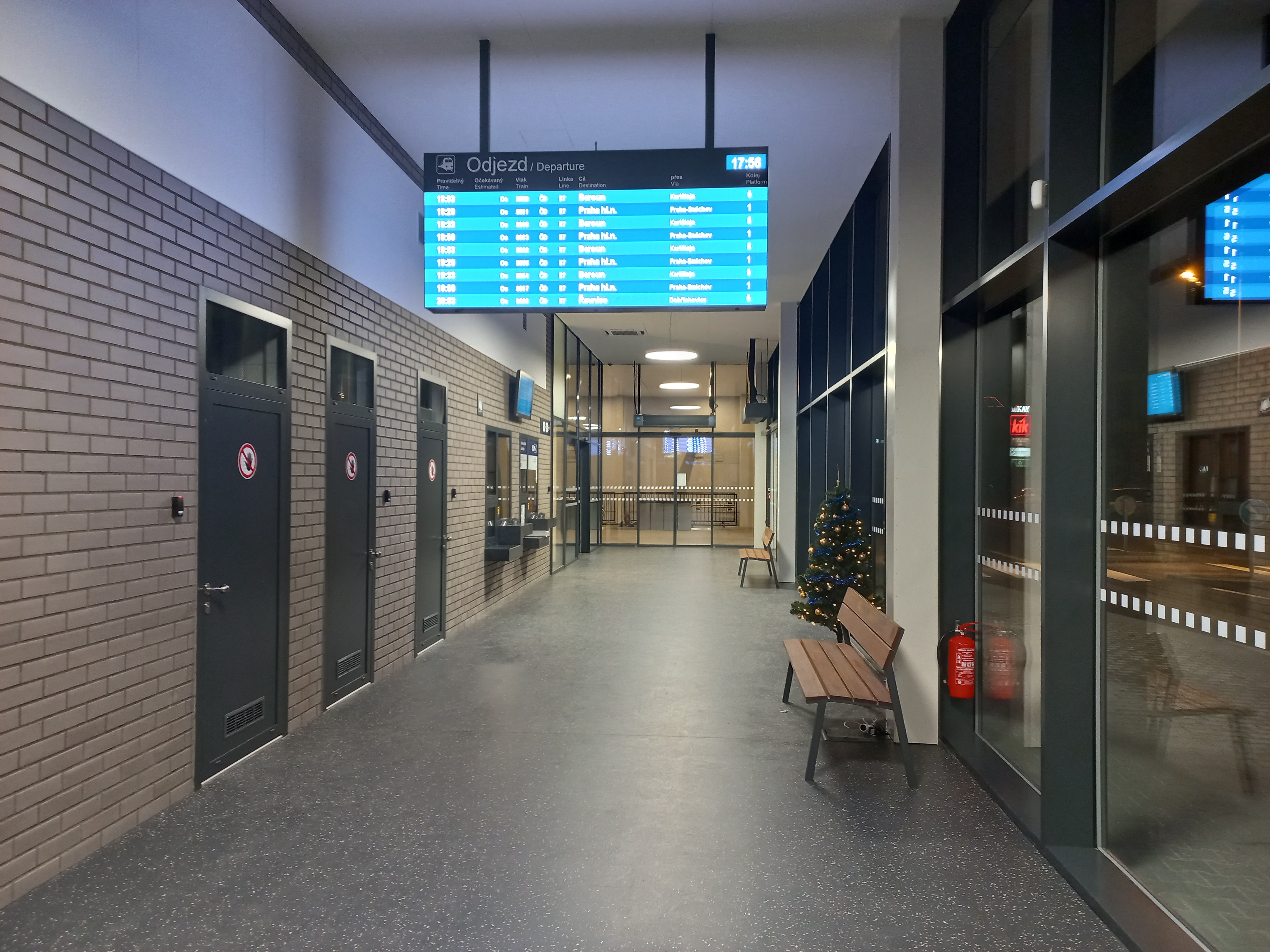
Odbavovací hala

- Odbavovací hala1. kolej je hlavní kolej ve směru do Prahy-Smíchova. Přístupná je z ulice Vrážská a oběma podchody.
- 2. kolej je vedlejší kolej ve směru do Prahy-Smíchova. Přístupná je oběma podchody.
- 3. kolej je vedlejší kolej ve směru do Berouna. Přístupná je oběma podchody.
- 4. kolej je kusá kolej ve směru Praha-Smíchov. Tato kolej pokračuje na východním zhlaví na Branický most. Přístupná je oběma podchody.
- 5. kolej je hlavní kolej ve směru Beroun. Přístupná je oběma podchody.
- 6. kolej je využívaná pouze nákladní dopravou, především pro otáčení vlaků vlečky Českomoravského cementu.

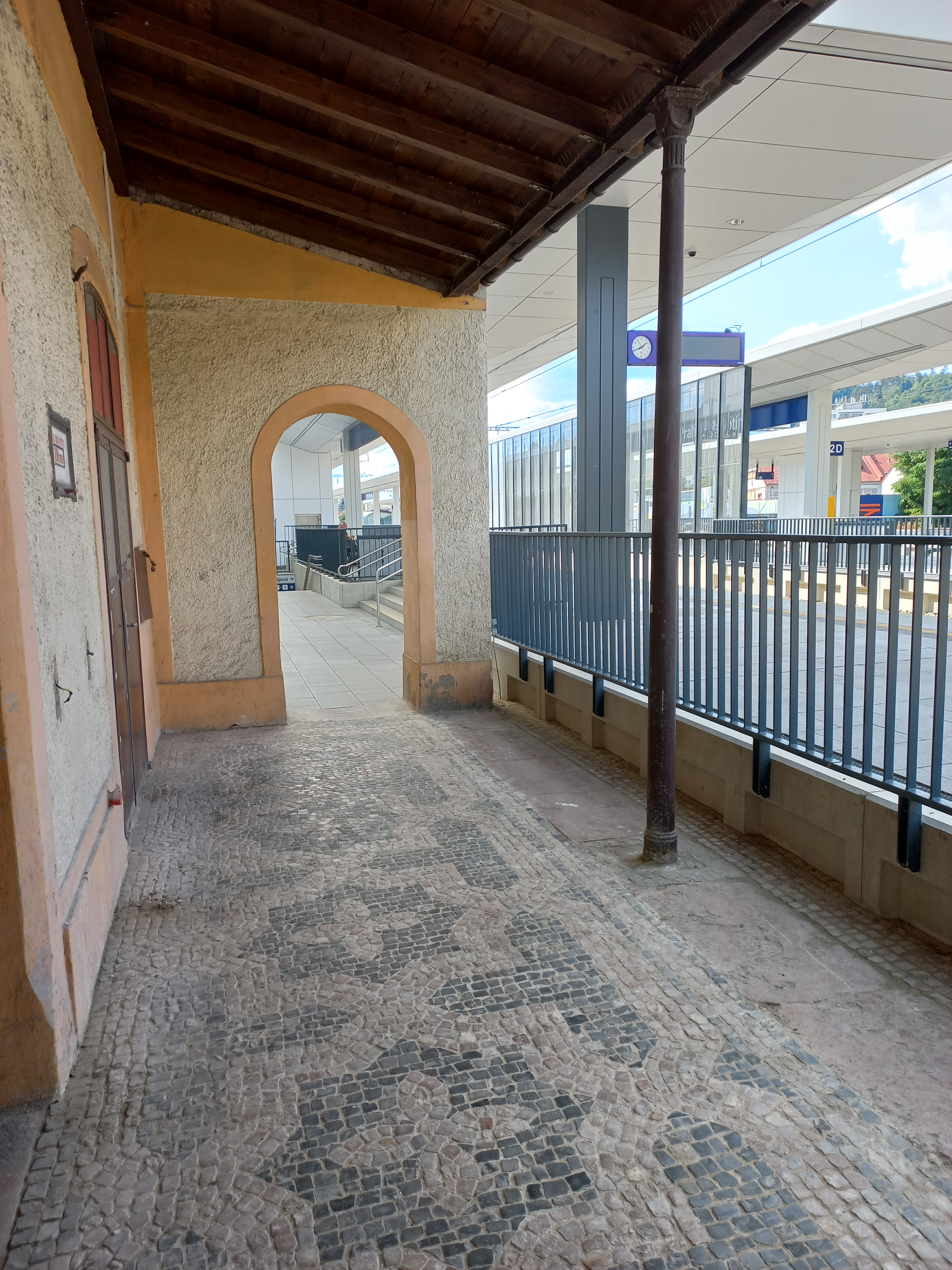
Historická mozaiková dlažba před starou nádražní budovou

- Historická mozaiková dlažba před starou nádražní budovou7. kolej je využívaná pouze nákladní dopravou, především pro otáčení vlaků vlečky Českomoravského cementu.

## Zajímavosti
Ve východní části 1. nástupiště před starou nádražní budovou se nachází historická ručně štípaná mozaiková dlažba z počátku 20. století zpodobňující hvězdy s vloženým dvojkřížem v červené a černé barvě. Vytvořeny byly z lochkovského a sliveneckého mramoru. V průběhu let byla mozaika necitlivými zásahy poškozena, v roce 2023 proběhla její kompletní rekonstrukce. 

## Galerie

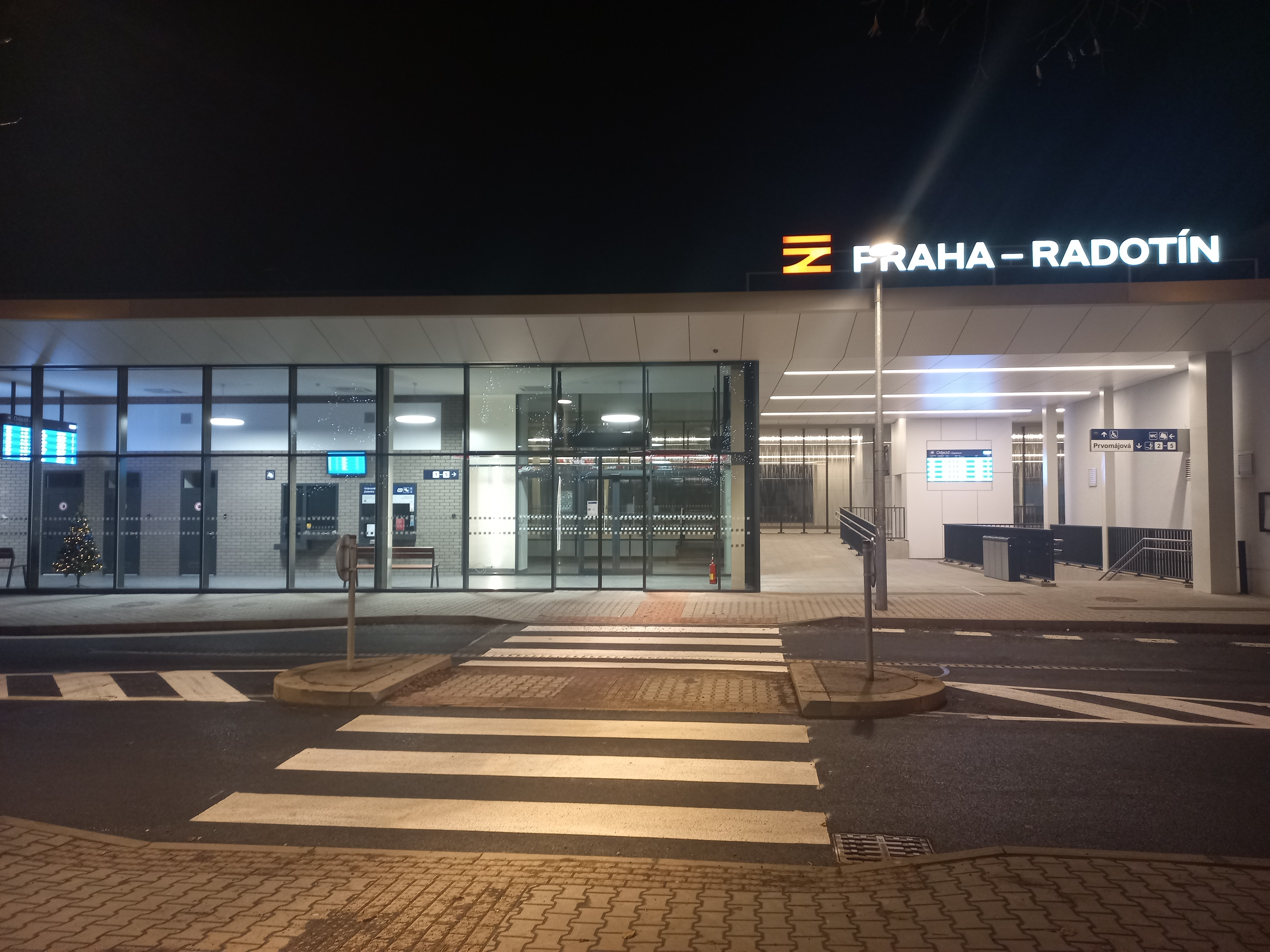
Odbavovací hala
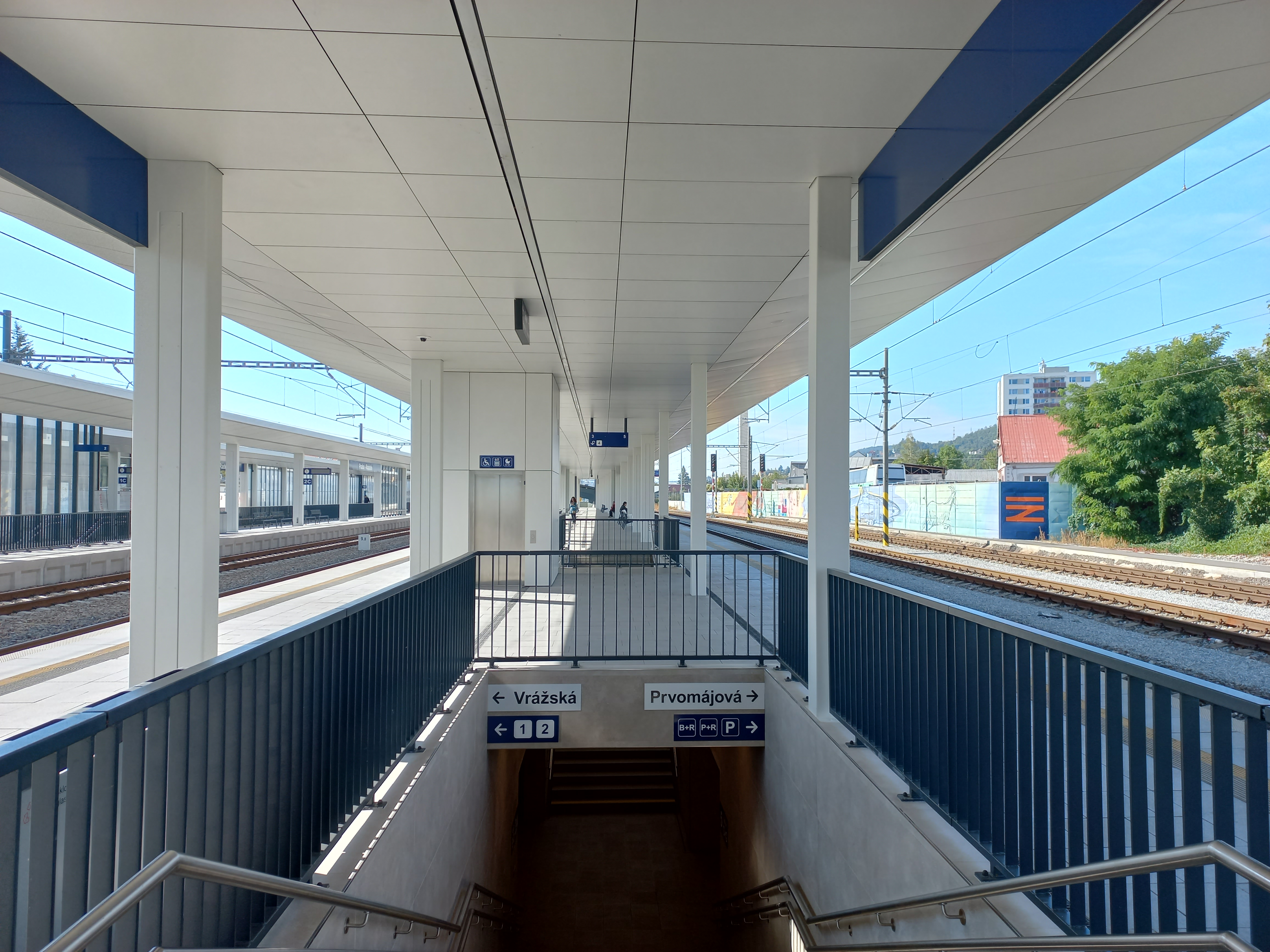
Vstup do podchodu ze 3. nástupiště
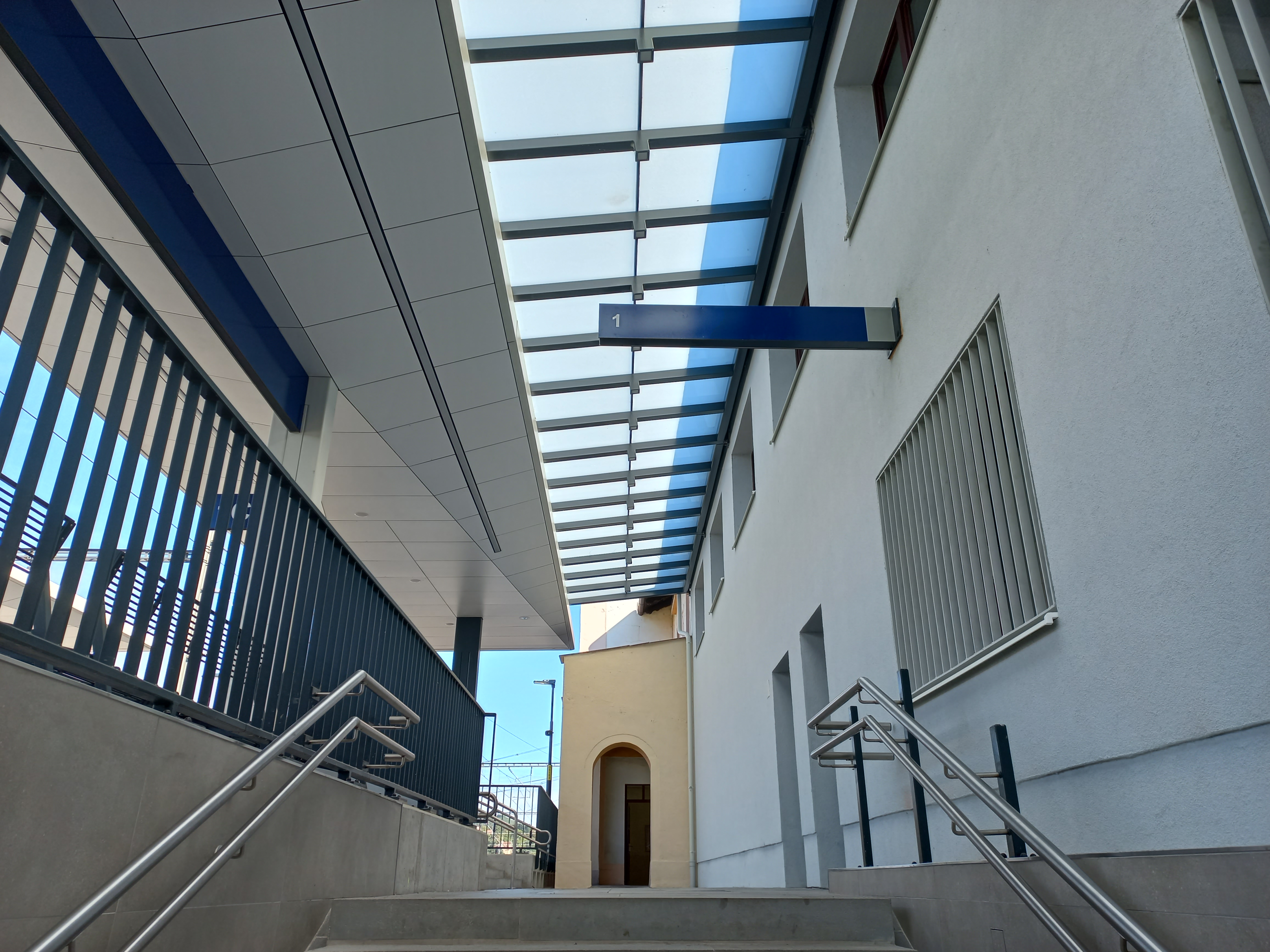
Výstup z podchodu na 1. nástupiště
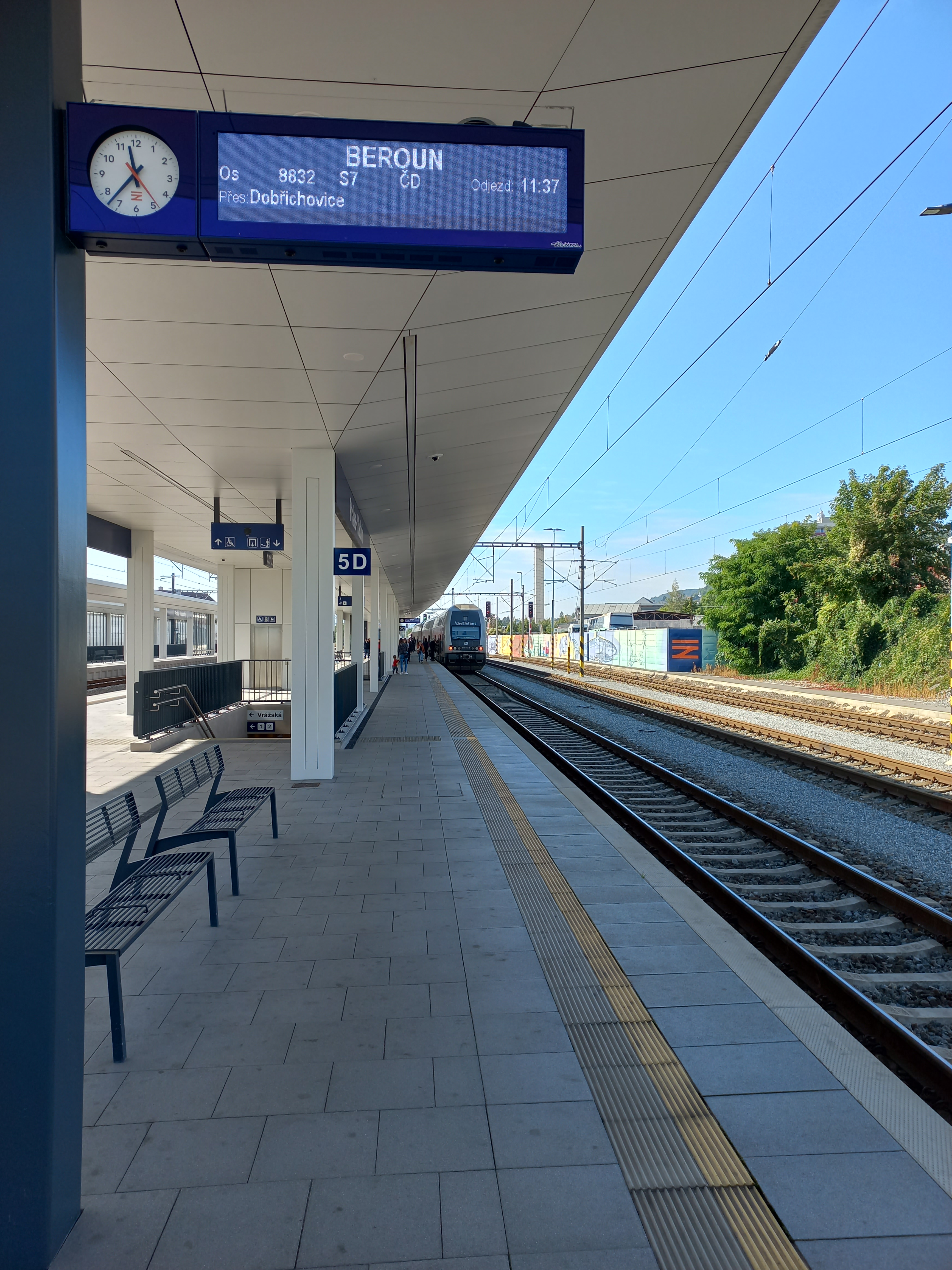
3. nástupiště s vlakem do Berouna
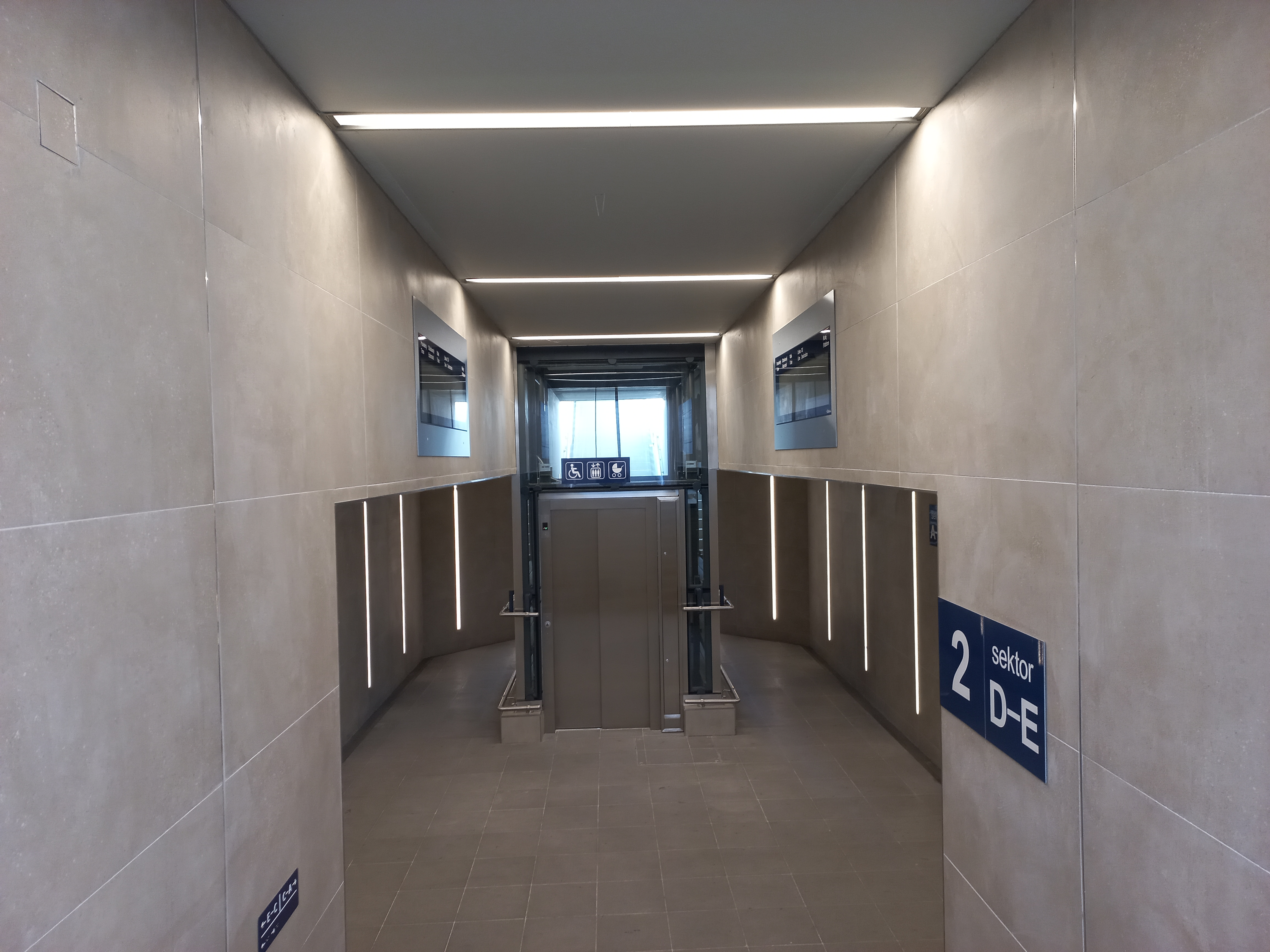
Výstup na nástupiště, východní podchod
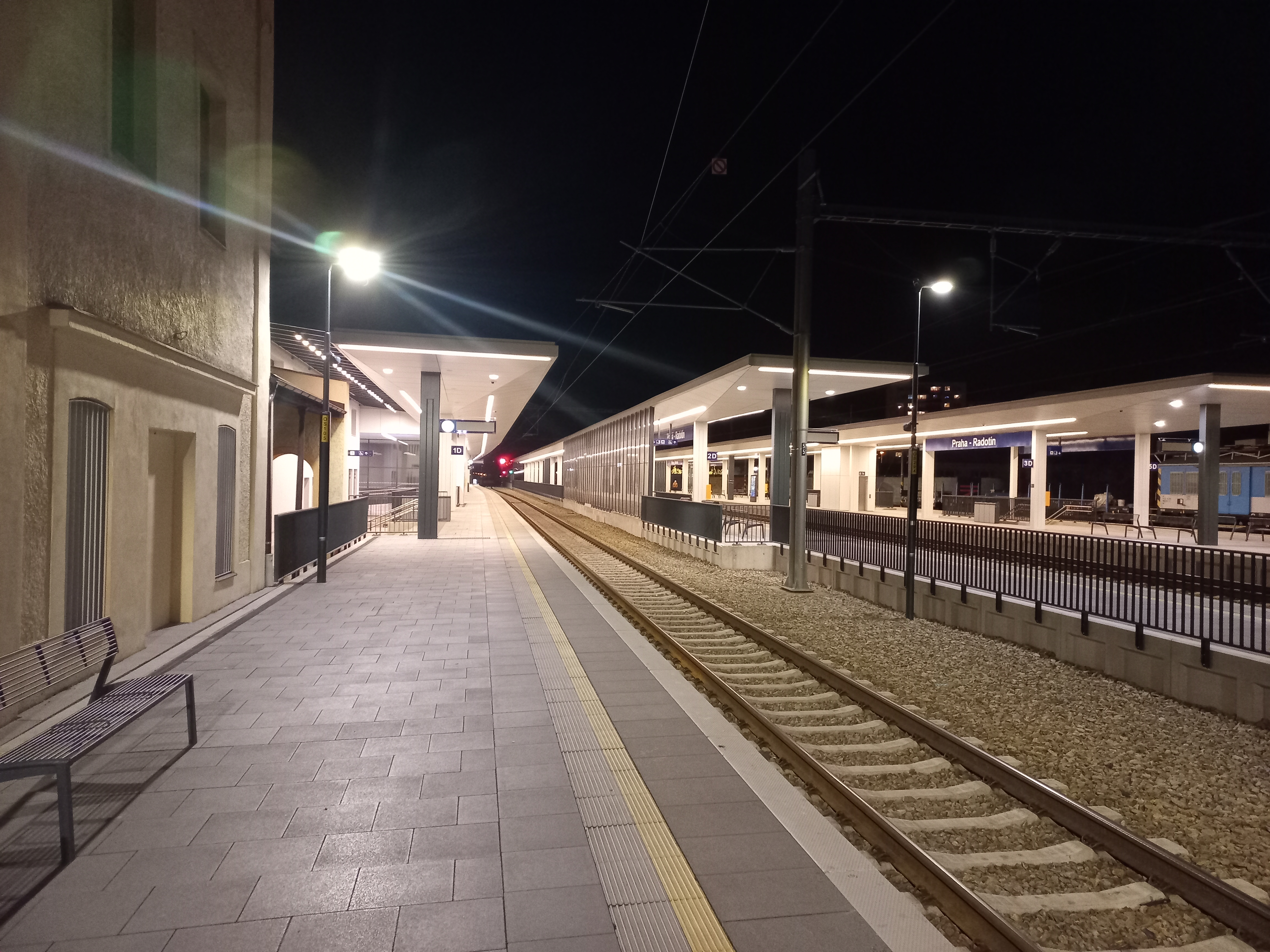
Nástupiště od severovýchodu ve večerních hodinách
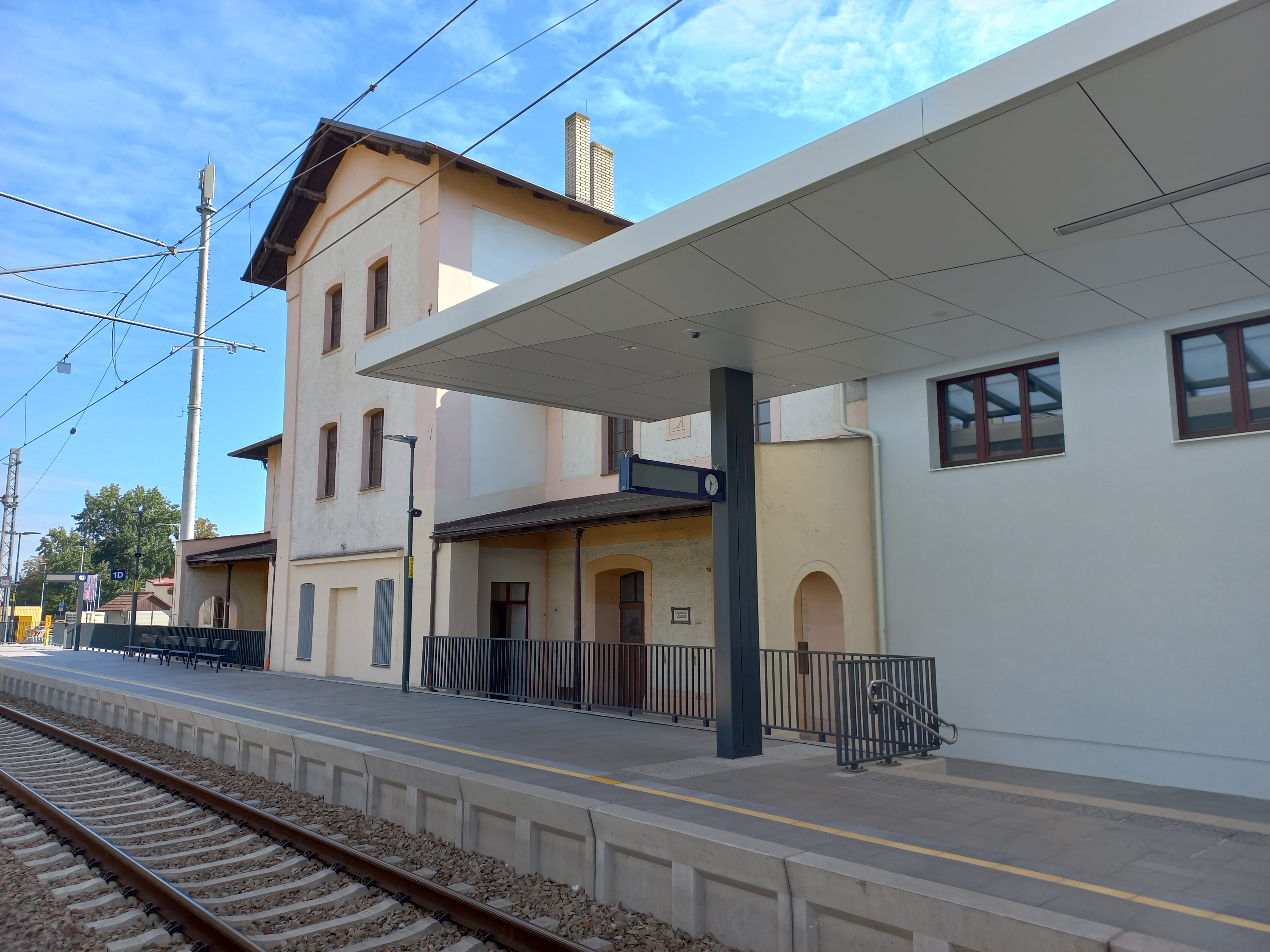
Stará nádražní budova
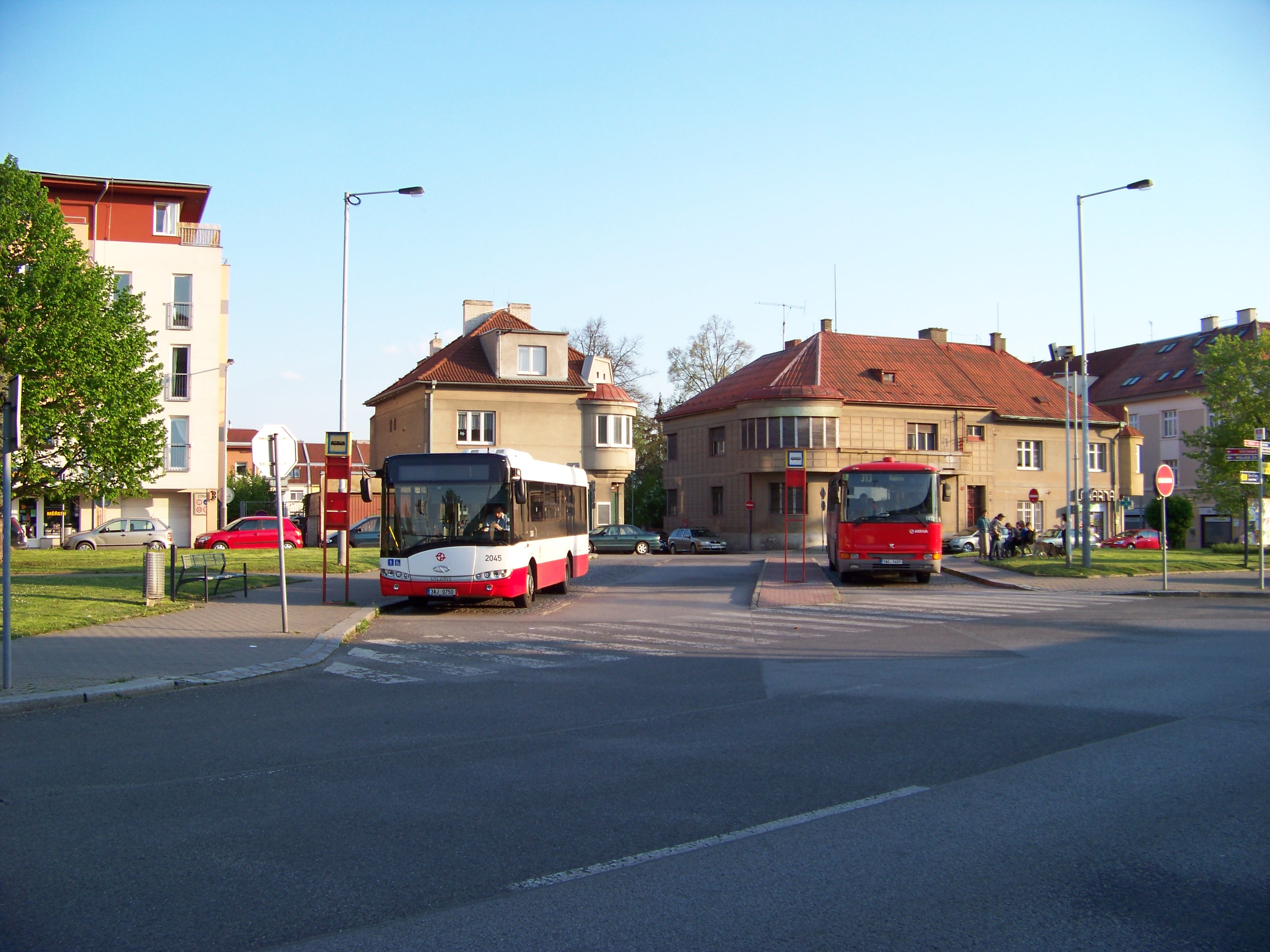
Navazující autobusová doprava
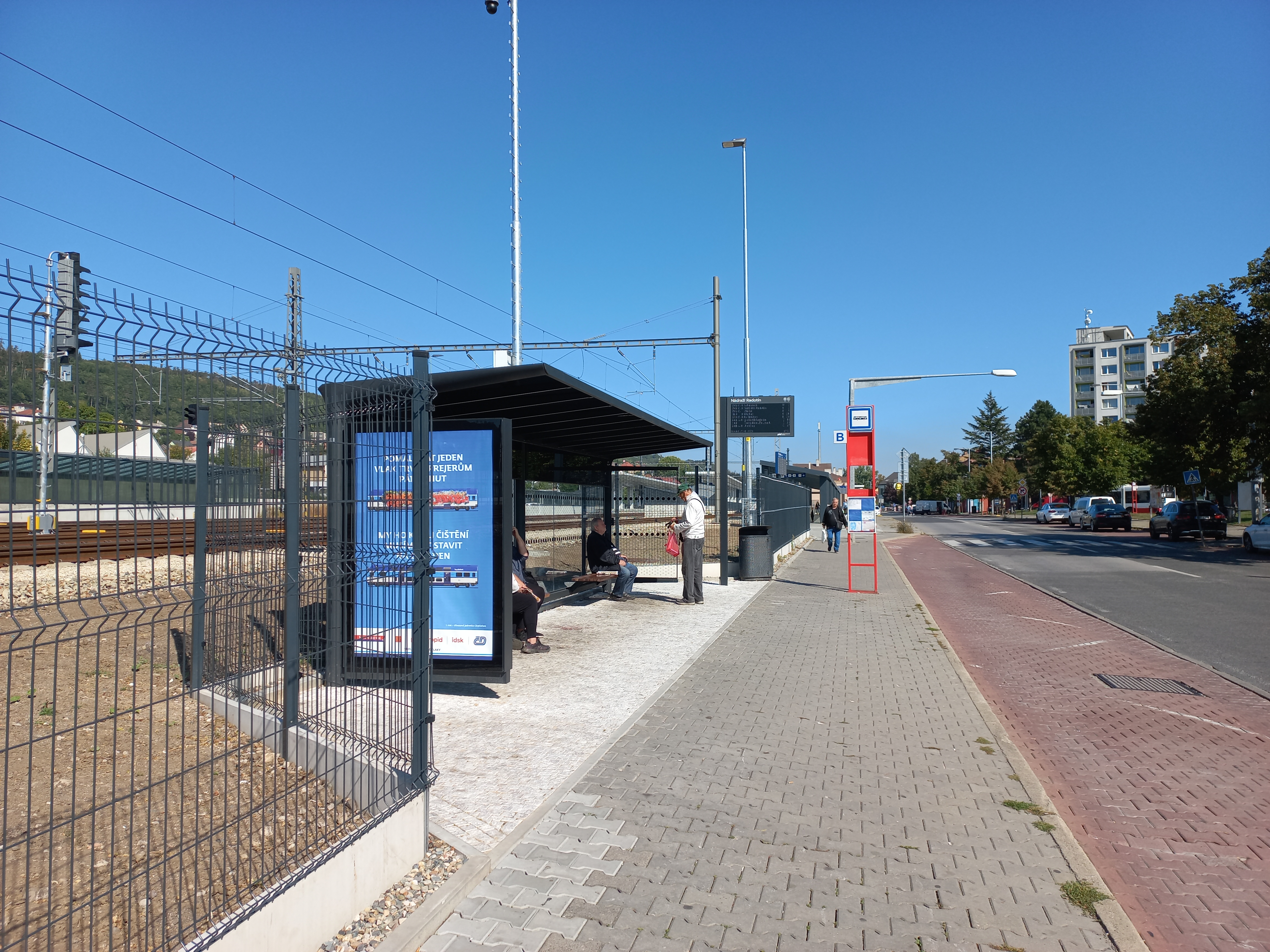
Navazující autobusová doprava
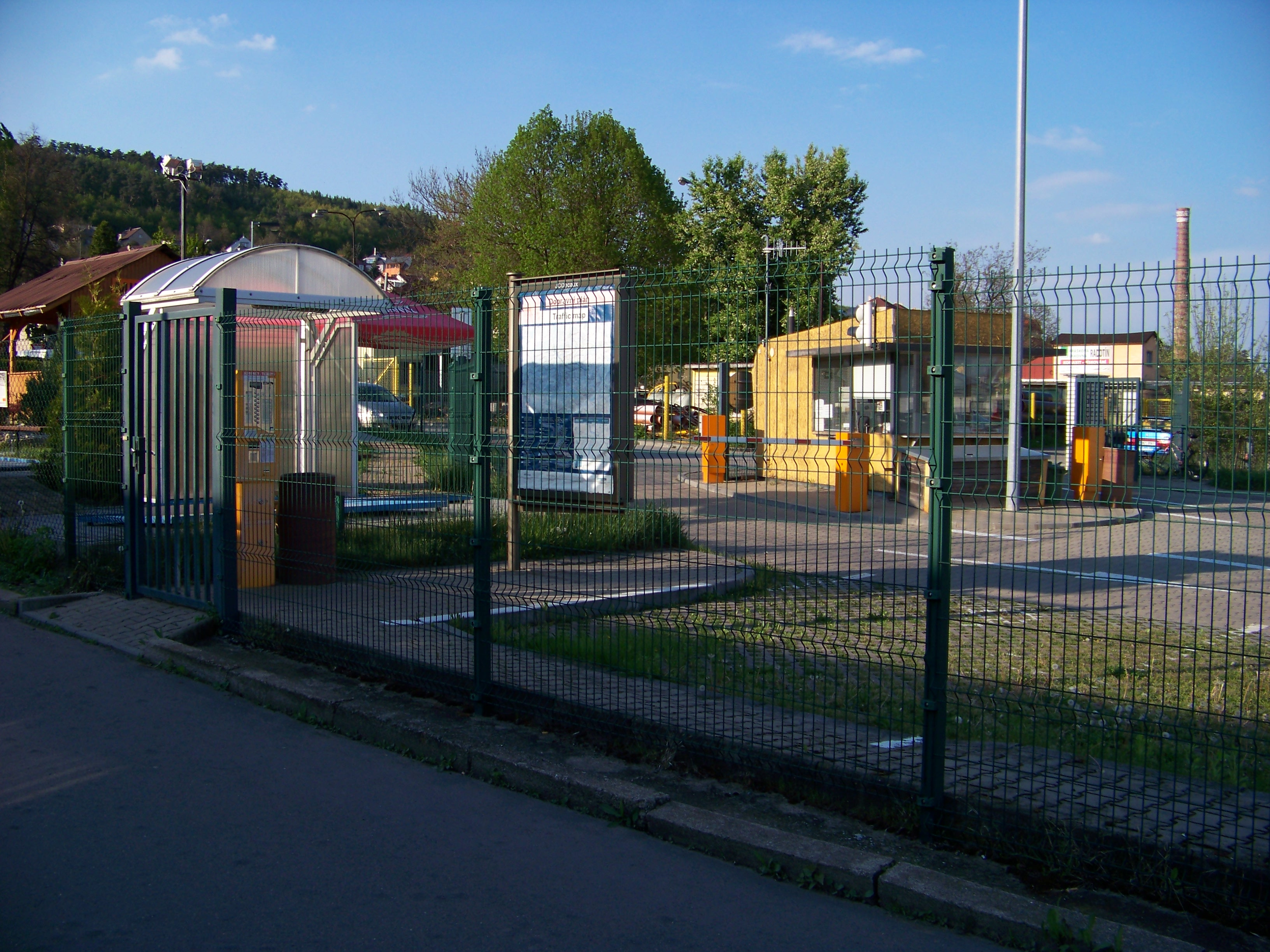
Parkoviště P+R severně od nádraží

### Nádraží během rekonstrukce

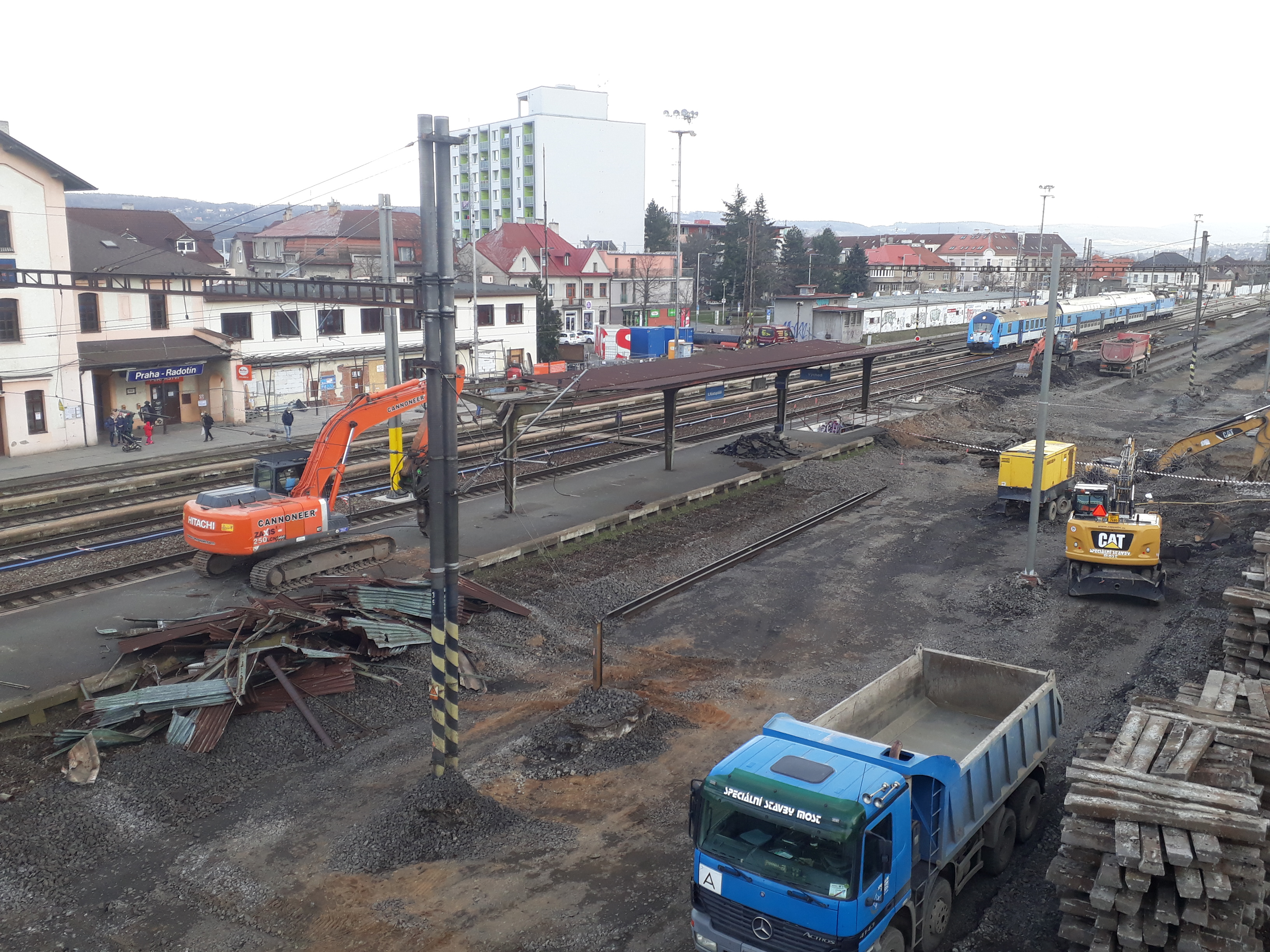
Demolice starého nástupiště v roce 2021
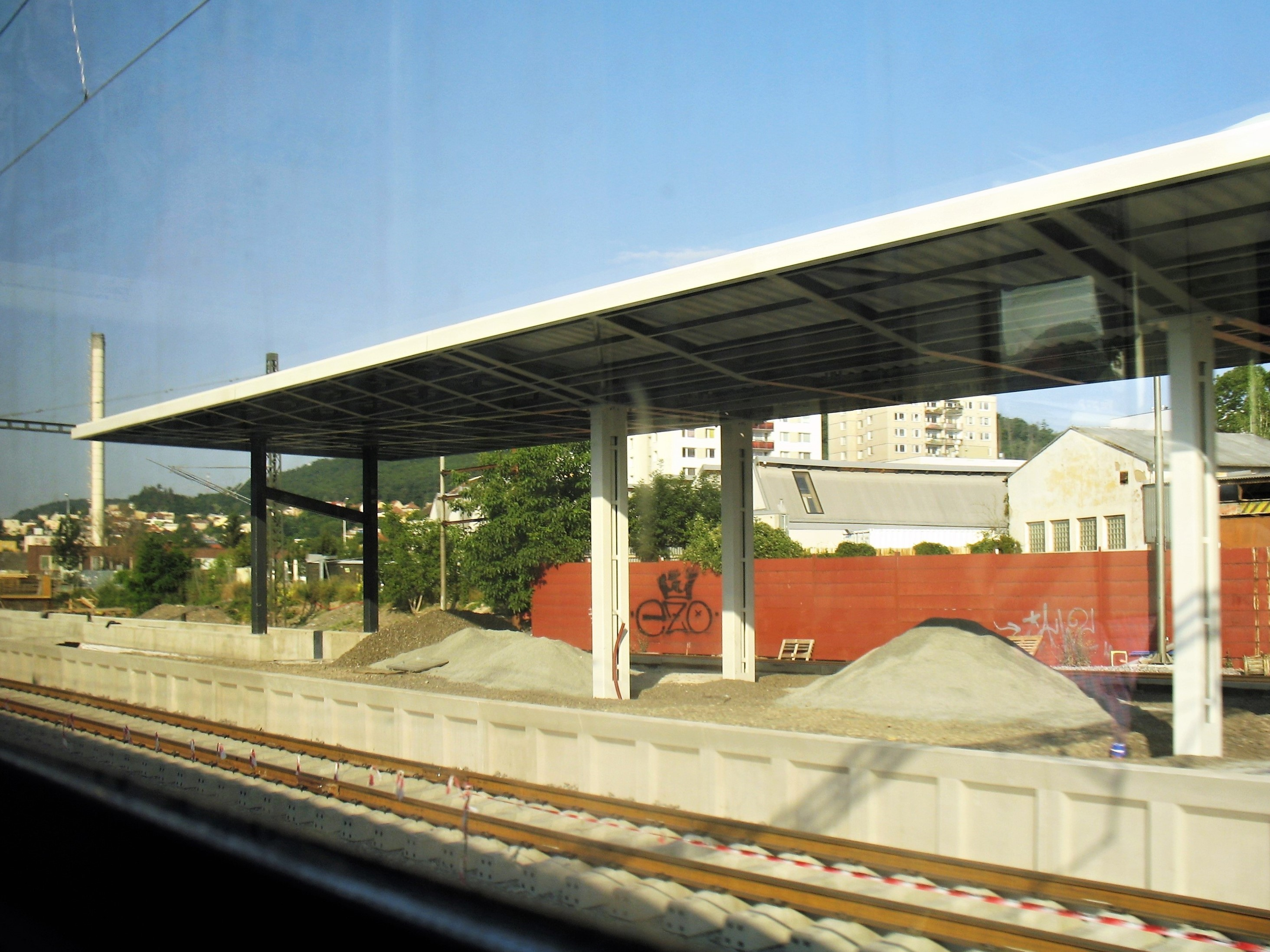
Výstavba 3. nástupiště
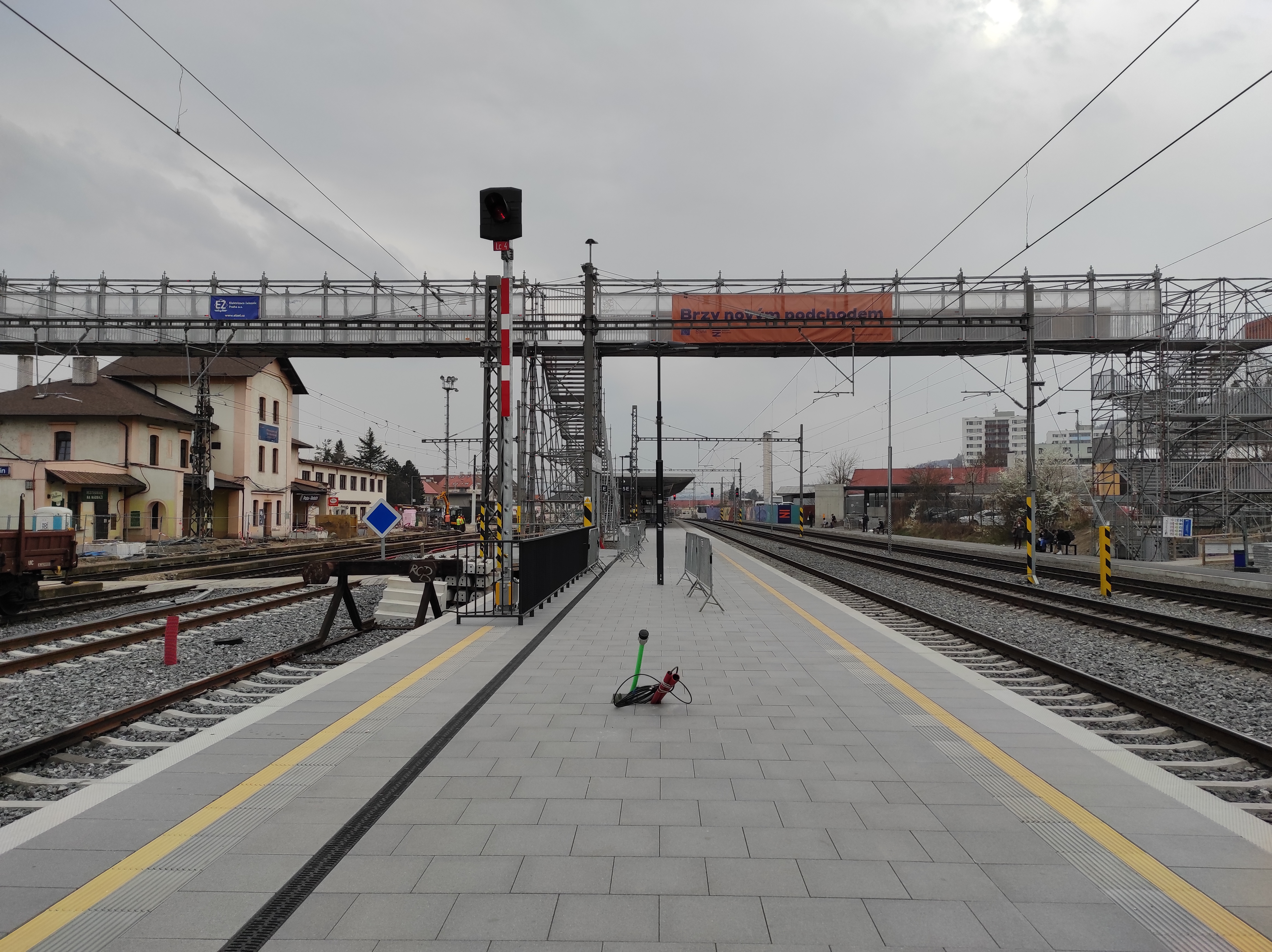
Nádraží během rekonstrukce s provizorní lávkou nad kolejištěm
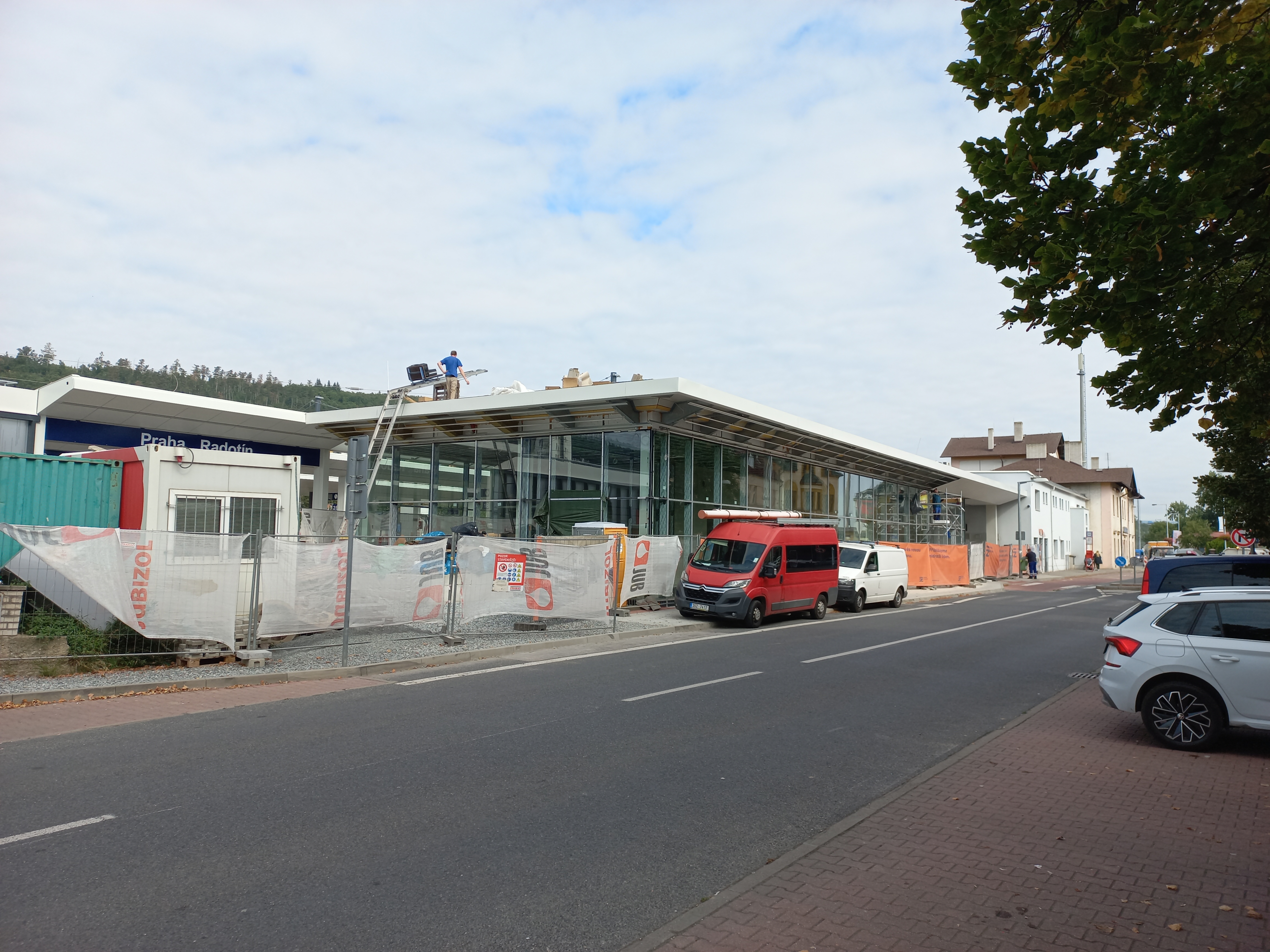
Stavba nové odbavovací haly, rok 2023

### Nádraží před rekonstrukcí

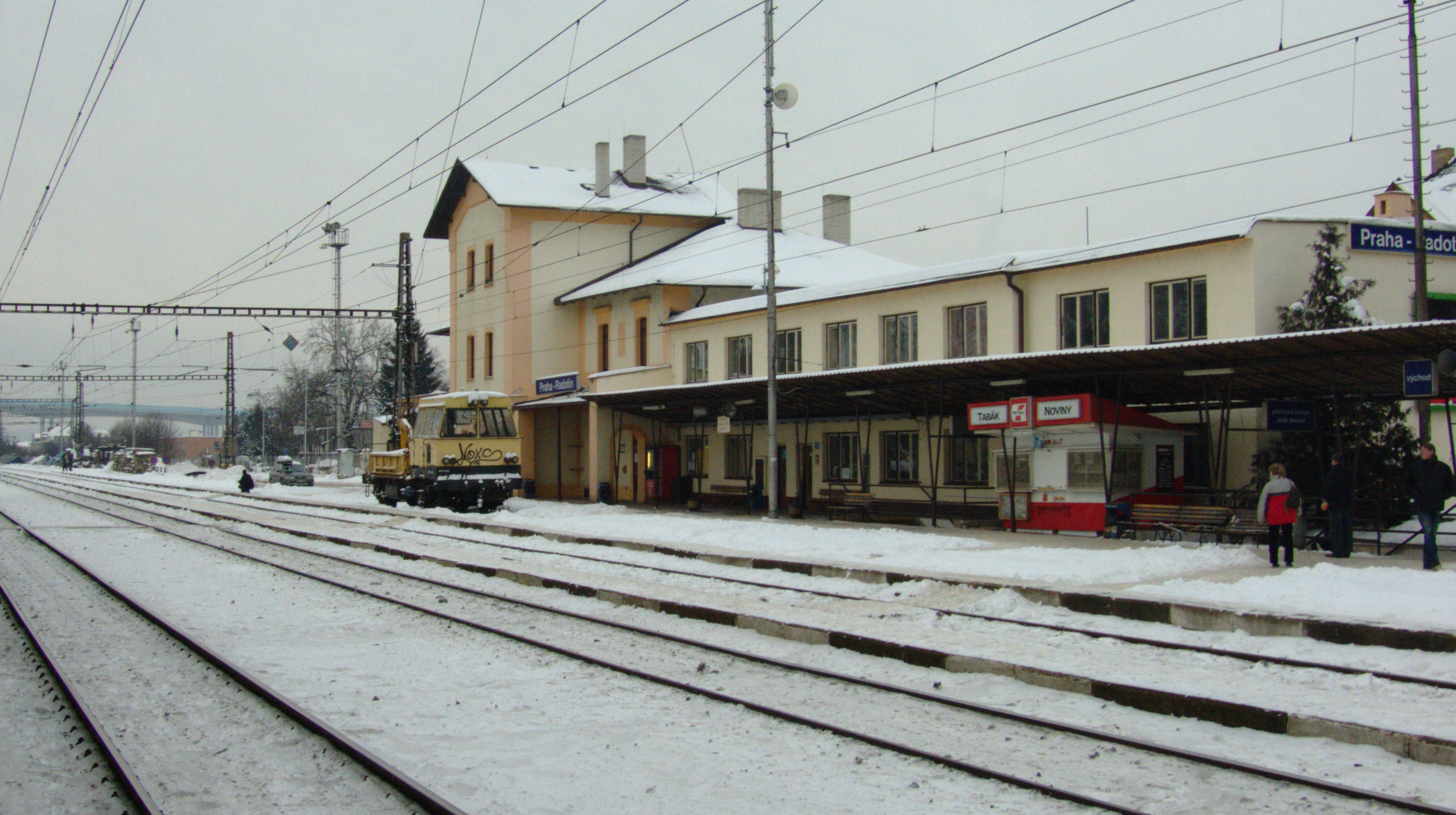
Nádraží v zimě
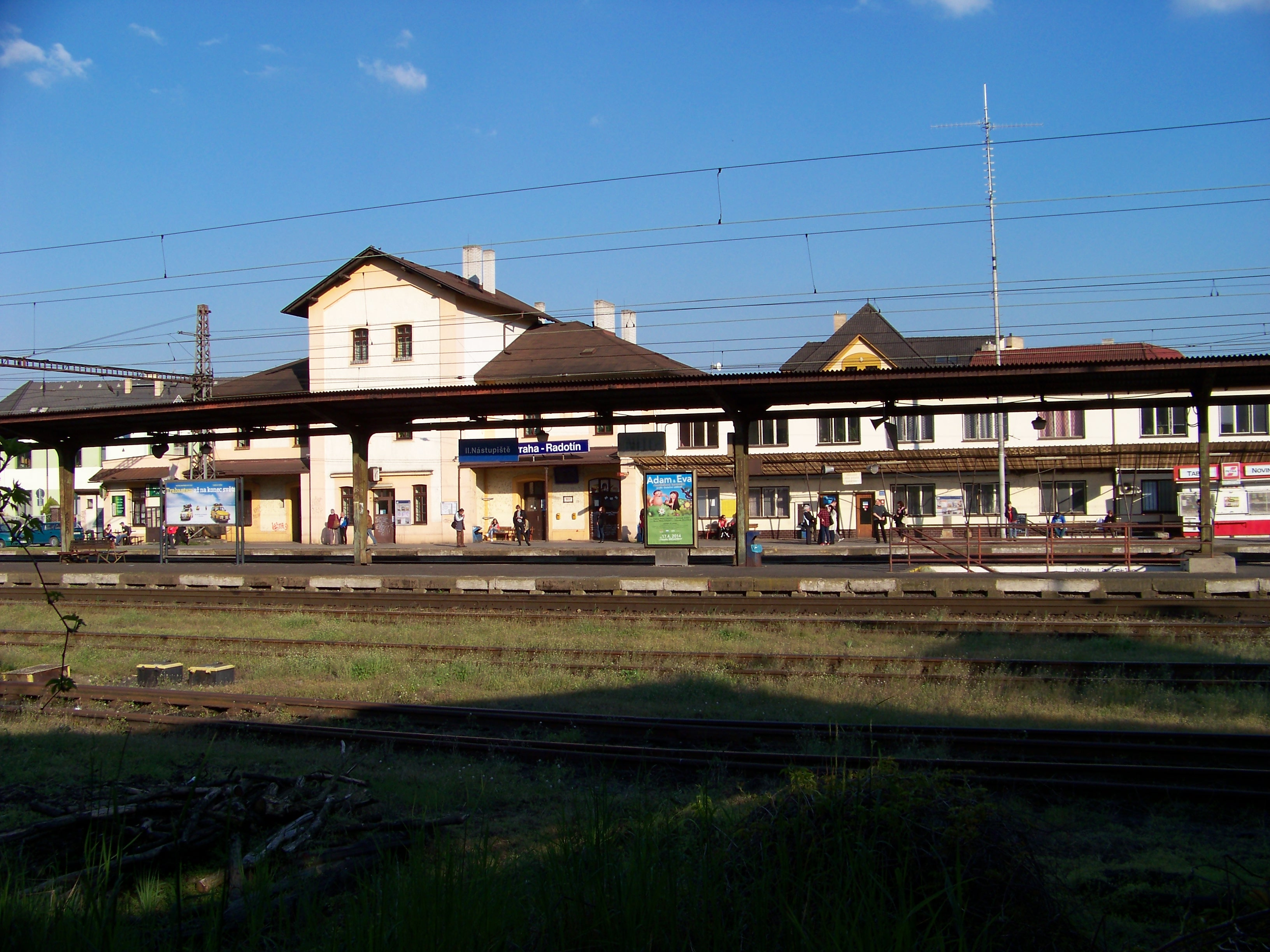
Nádraží přes trať
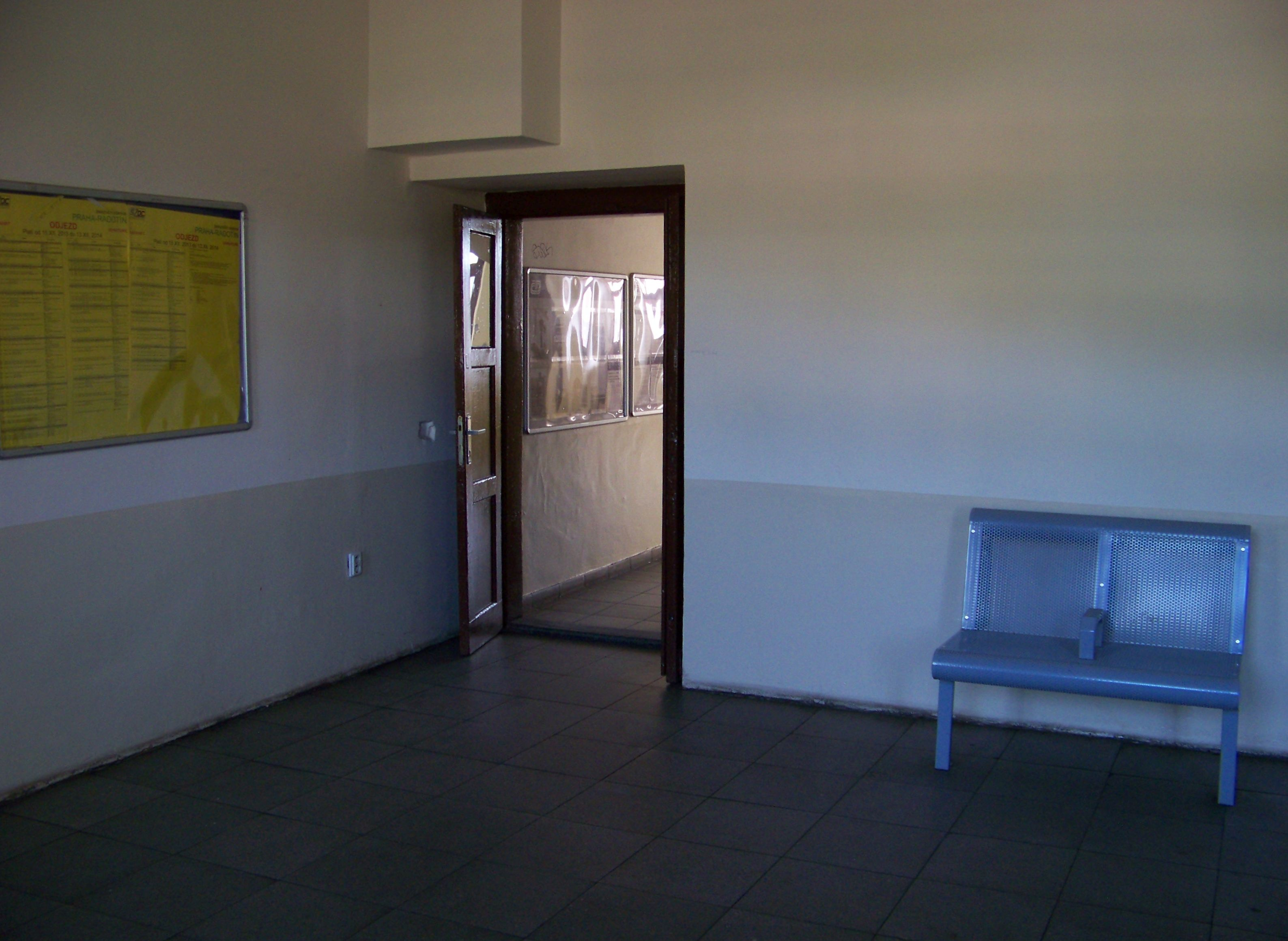
Čekárna ve staré budově
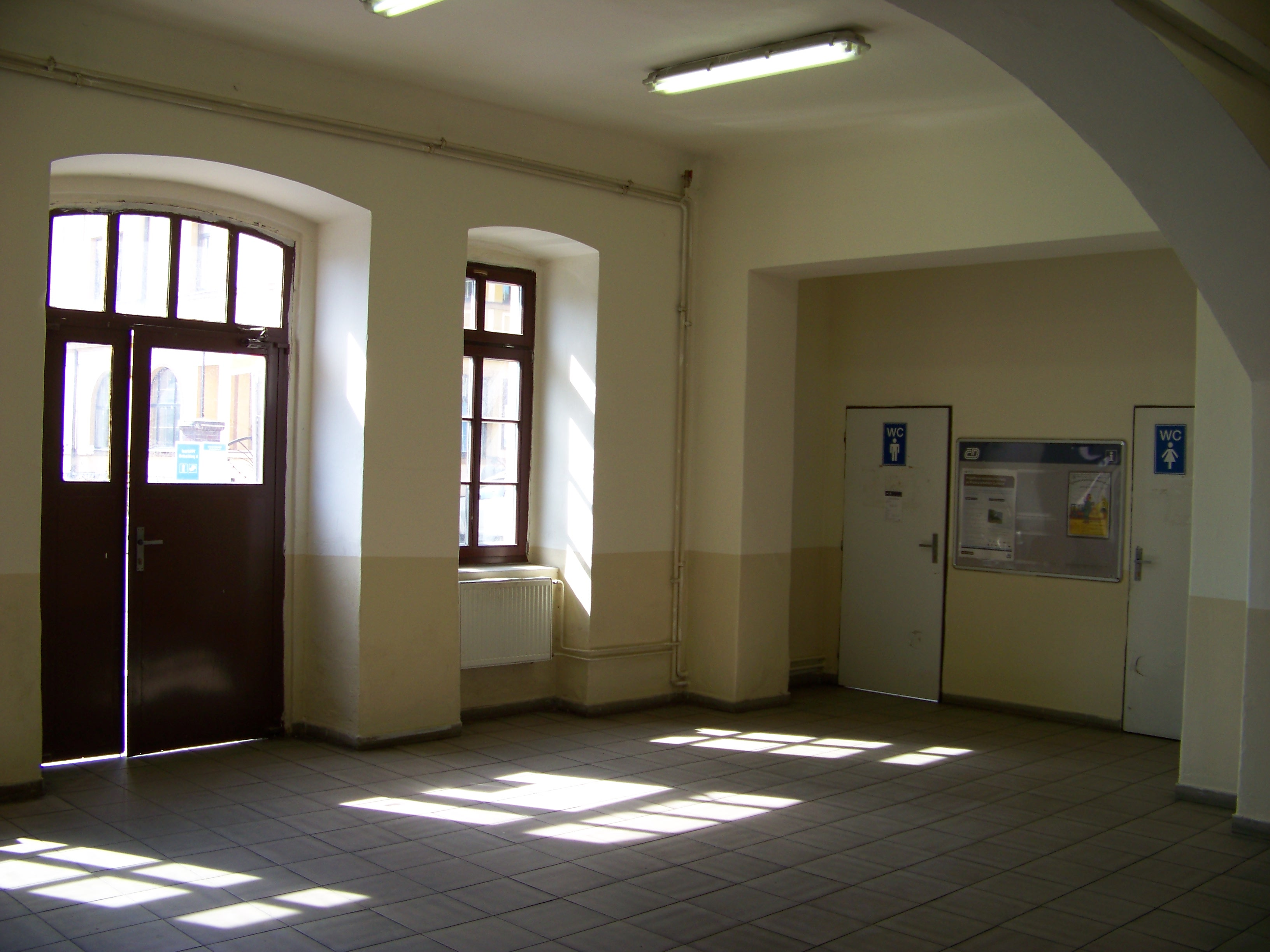
Vestibul staré budovy
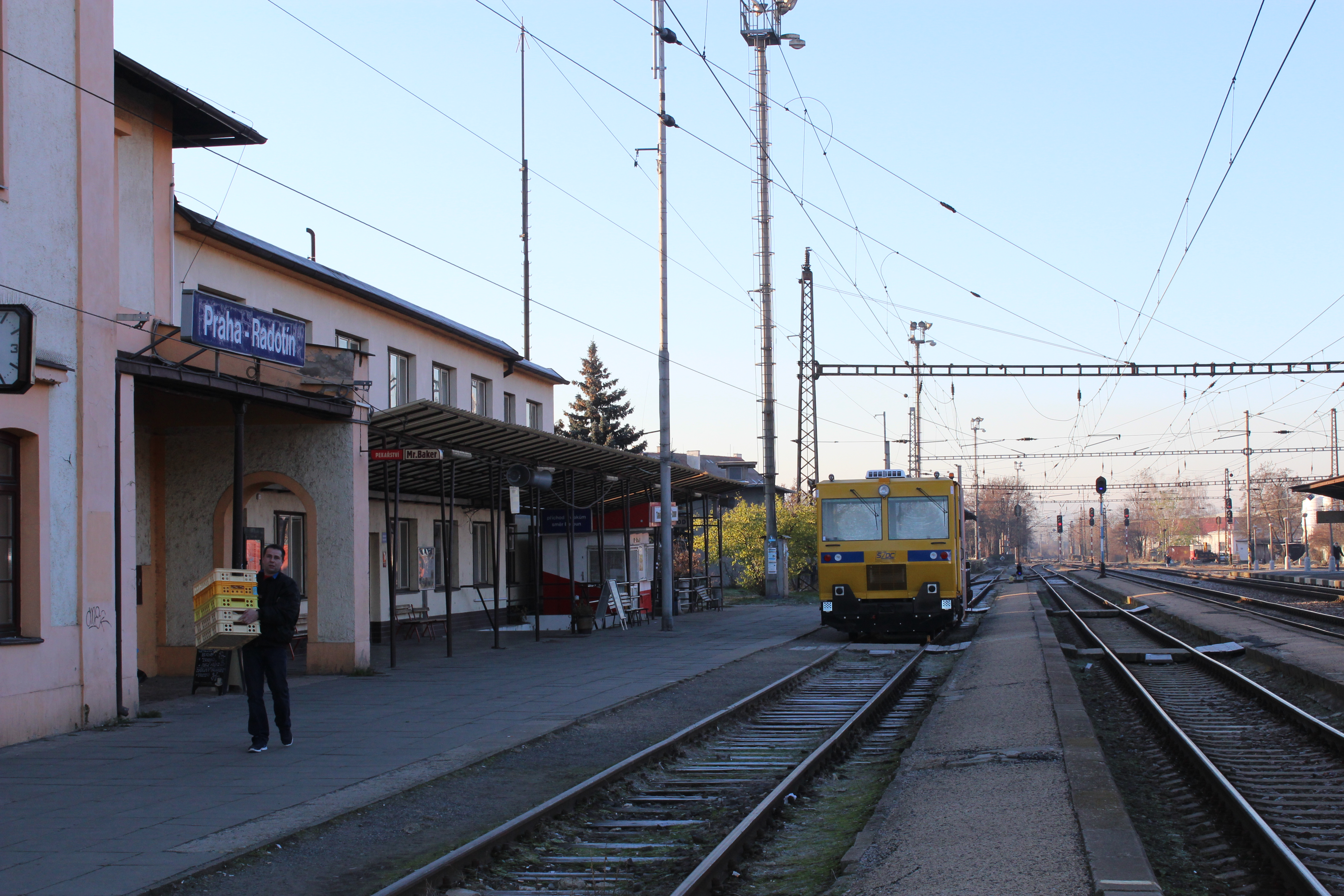
1. nástupiště
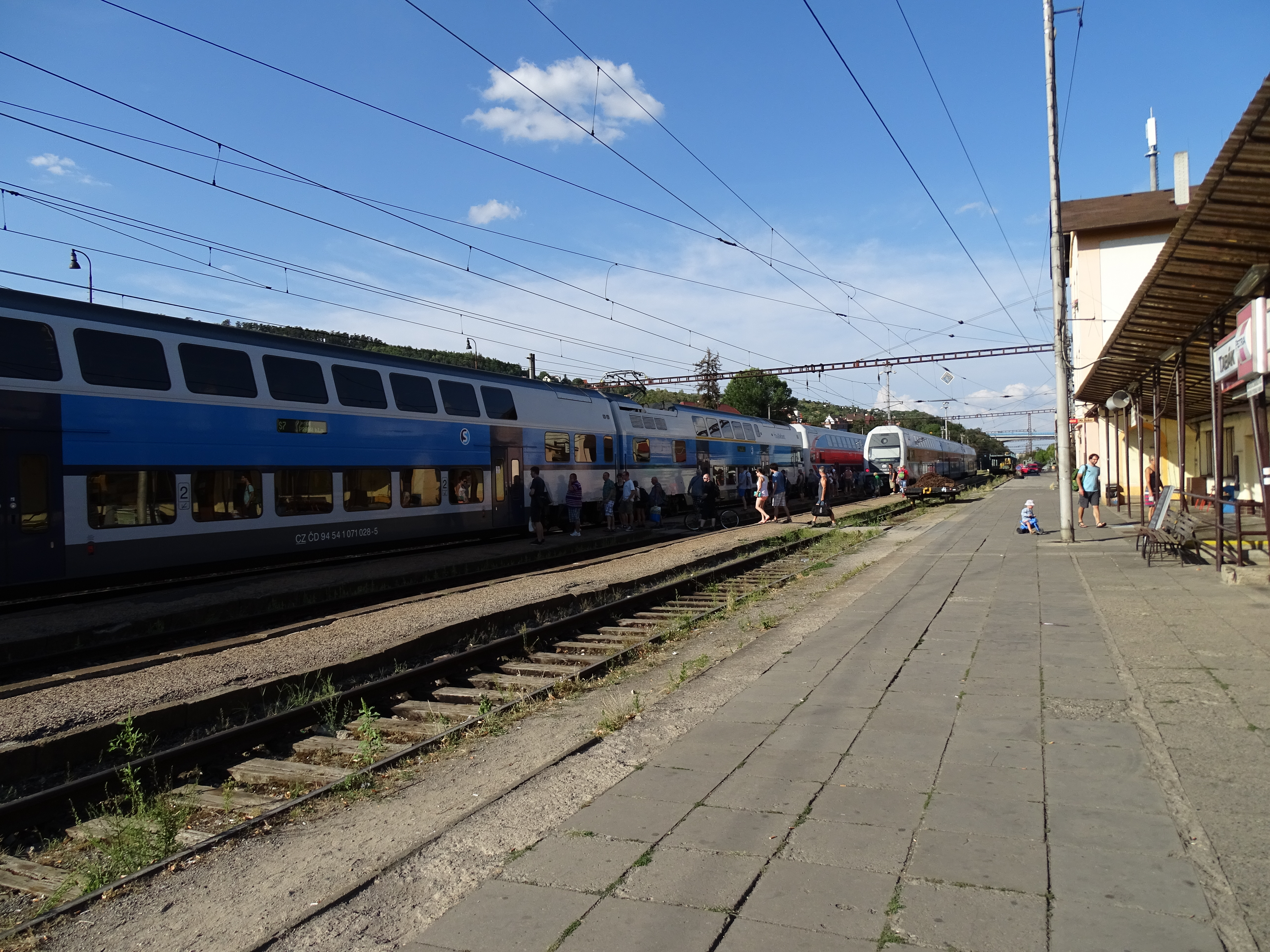
1. nástupiště
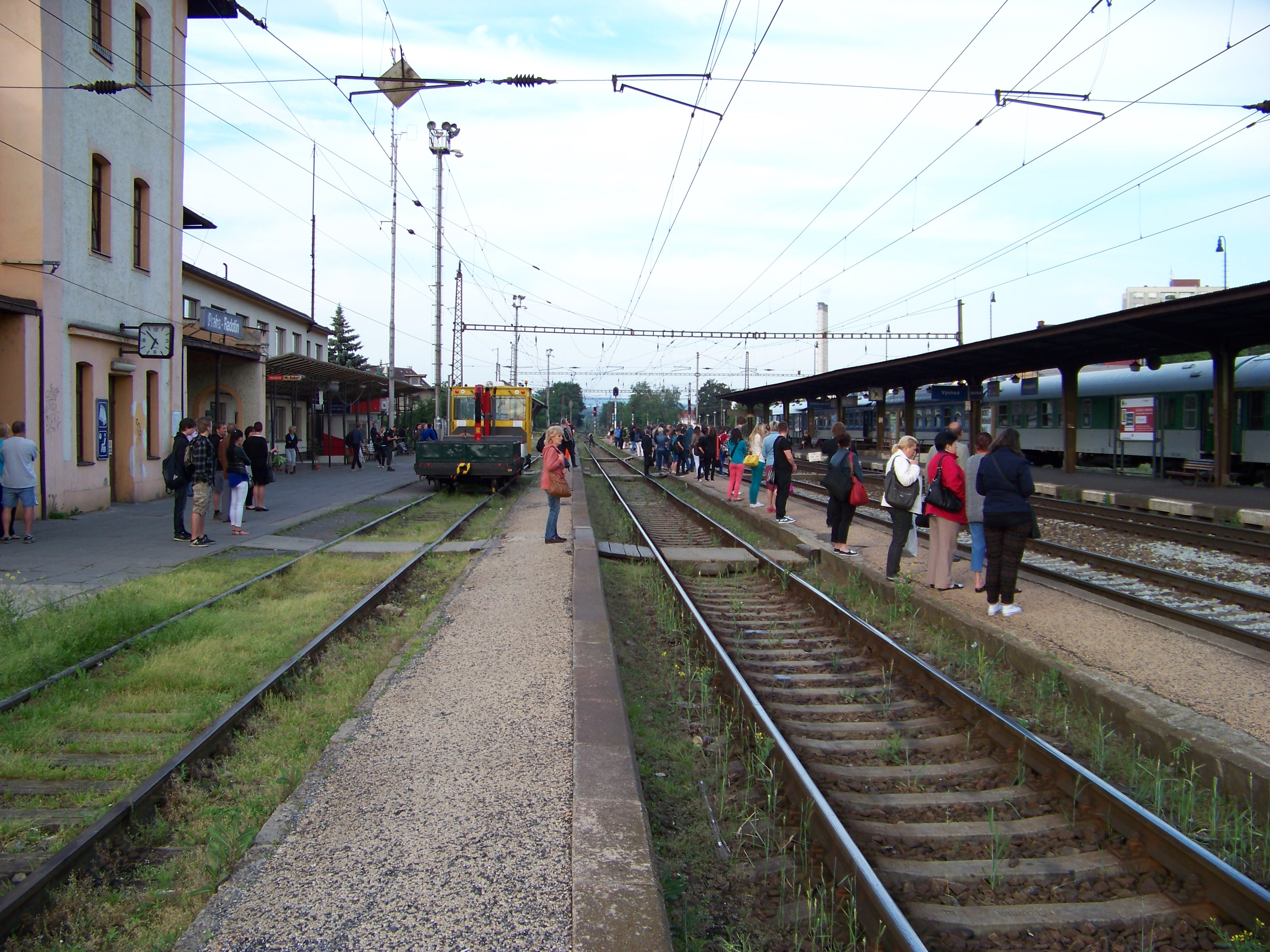
1. nástupiště
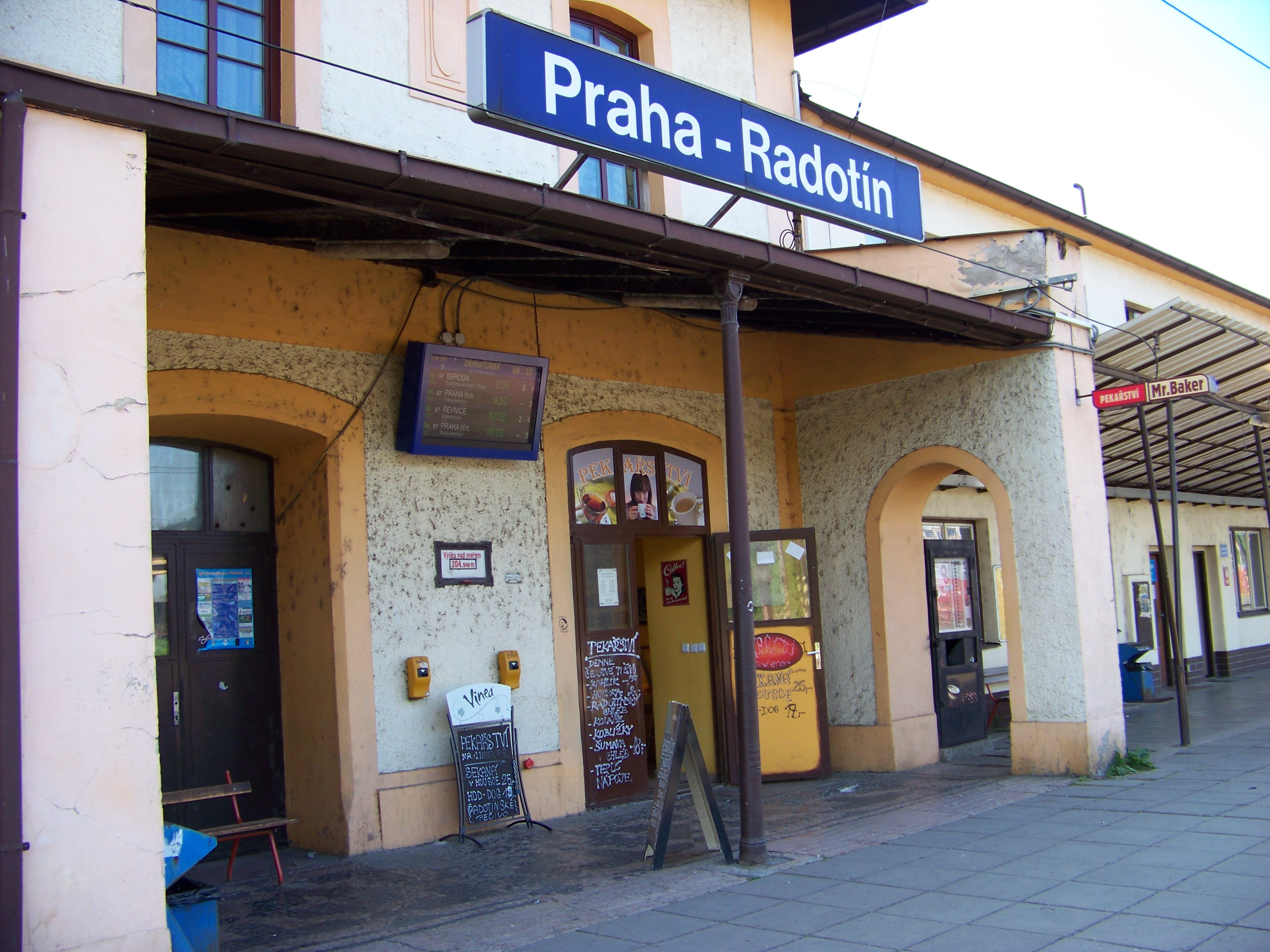
Pekařství na 1. nástupišti
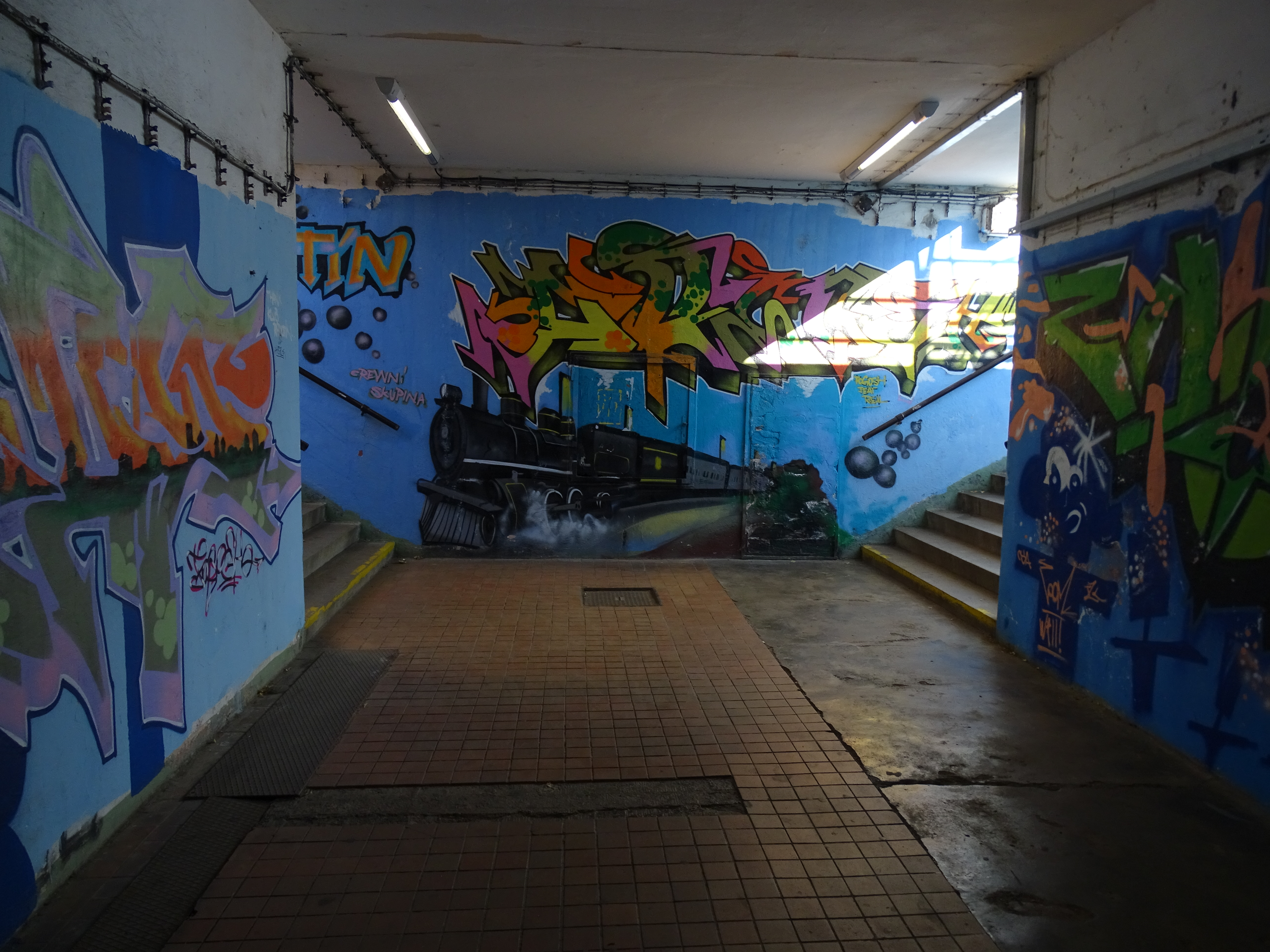
Někdejší vzhled podchodu
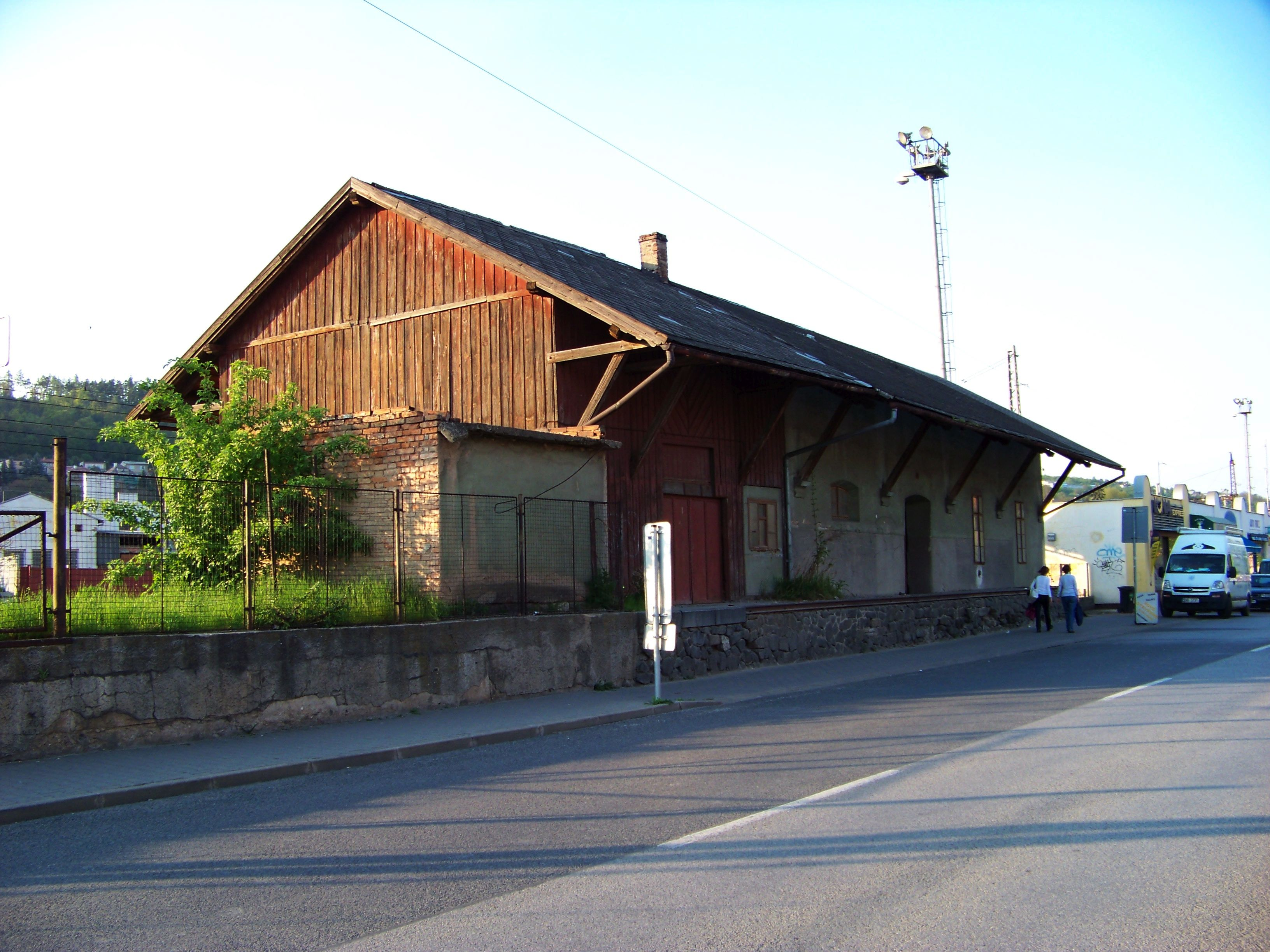
Nádražní sklad v ulici Vrážská, na jehož místě je dnes vchod do podchodu